# 종려과
종려과(椶櫚科, 학명: Arecaceae 아레카케아이[*])는 종려목의 과이다. 야자과(椰子科)로도 알려져 있다. 종려목에 속하는 2개 과 중의 하나이다.
전 세계의 열대에 분포하며, 270속의 2,400여 종 가량이 알려져 있다. 기원이 오래된 식물로서 백악기부터 화석이 나온다. 1속 1종인 식물이 60개 이상이나 되며, 대부분의 종은 그 분포 지역이 매우 좁다. 한편, 고유종이 많은 지역은 카리브해 제도 마다가스카르 섬과 폴리네시아 부근인데, 인간에 의해 생활 지역이 파괴되어 전멸되어버린 예도 많이 있다.
이 과의 특징은 일반적인 목본 식물과 달리, 부름켜로 2차 비대 생장을 하는 것이 아니라 줄기 꼭대기의 생장점 바로 아랫부분에서 세포가 왕성하게 증식하여, 그 결과 줄기 속에 여러 개의 산재된 관다발이 생기고, 그것을 중심으로 목질화 되었다는 것이다. 한편, 이런 후에는 주로 키만 커질 뿐 줄기는 더 이상 굵어지지 않는다. 또한, 줄기는 가지로 나뉘어 있지 않다. 잎은 줄기 꼭대기에 모여 나며, 깃꼴 겹잎 또는 주맥이 모여 부채꼴을 이루는데, 이때 깃꼴조각의 밑부분은 서로 합쳐져 있는 경우가 많다. 25-50년 정도 자란 뒤에야 비로소 잎겨드랑이에 거대한 꽃차례가 달리며, 열매를 맺는 것과 동시에 전체의 생장을 멈추게 된다.
한편, 줄기에는 영양 물질이 저장되어 있어서 꽃이 필 때에 그것을 꽃으로 보낸다. 꽃차례는 여러 갈래로 나뉘며, 각 갈래는 육수꽃차례가 된다. 한편, 전체의 밑부분과 각 가지의 밑부분에는 각각 불염포가 있다. 꽃은 기본적으로 6개의 꽃덮이조각과 6개의 수술, 3개의 심피로 이루어진 씨방으로 구성되어 있는데, 여러 형태로 특수화되어 있어서 꽃덮이가 통 모양을 이루거나 수술이 기둥 모양으로 합쳐지는 경우도 있다. 꽃은 대부분 단성화가 많다. 씨방은 완전한 이생 심피로부터 3개의 방을 가진 합생 심피, 또는 1개의 방과 1개의 밑씨를 가진 합생 심피에 이르기까지 여러 가지가 있다. 열매는 견과 또는 액과로, 과피는 보통 질이 다른 3개의 층으로 이루어져 있다. 예를 들어, 야자나무에서는 외과피는 육질, 중과피는 섬유질, 내과피는 딱딱한 껍질이 된다.
한편, 씨에는 배젖이 많으며, 보통 지방과 단백질을 많이 함유하지만 때로는 다당류를 함유하는 것도 있다. 대부분 풍매화인데 종에 따라서는 충매화인 것도 있다.

## 하위 분류
- 납종려아과(Ceroxyloideae Drude)
- 니파야자아과(Nypoideae Griff.)
- 수수야자아과(Calamoideae Beilschm.)
- 정종려아과(Coryphoideae Burnett)
- 종려아과(Arecoideae Burnett)

## 같이 보기
- 코코야자